# Alfred Pühler
Alfred Pühler (* 28. September 1940 in Nürnberg) ist ein deutscher Mikrobiologe, Genetiker und Biotechnologe. Er gehört zu den Pionieren der modernen Gentechnik, Biotechnologie und Genomforschung bei biotechnologisch relevanten Mikroorganismen und war maßgeblich an der Entschlüsselung der Genomsequenz mehrerer Mikroorganismen beteiligt.

## Biografie
Alfred Pühler studierte Physik an der Universität Erlangen-Nürnberg, 1971 promovierte er in Mikrobiologie zum Thema Die Kompetenz von Donor und Rezipient in der Rhizobium-lupini-Konjugation und 1977 erfolgte die Habilitation im Fach Genetik mit der Habilitationsschrift Das Verhalten des Resistenzfaktors RP 4 aus Pseudomonas aeruginosa in dem Bodenbakterium Rhizobium lupini und in dem Enterobakterium Escherichia coli . 1979 wurde Pühler auf den Lehrstuhl für Genetik an die Universität Bielefeld berufen, wo er bis 2008 tätig war. Von 1985 bis 1986 war er Dekan der Fakultät für Biologie, von 1992 bis 1994 Prorektor für Forschung und wissenschaftlichen Nachwuchs der Universität.
Von 1988 bis 1996 war Pühler Gewählter Fachgutachter für das Fachgebiet „Allgemeine Biologie, Genetik und Zellbiologie“ der Deutschen Forschungsgemeinschaft (DFG). 1995 war er Mitglied der Zentralen Kommission für die Biologische Sicherheit (ZKBS) und von 1999 bis 2005 Gewähltes Mitglied der Wissenschaftlichen Kommission des Wissenschaftsrats. 2008 wurde Pühler zum Foreign Secretary der Union der deutschen Akademien der Wissenschaften ernannt. 2004 wurde er Sprecher des maßgeblich von ihm aufgebauten Center for Biotechnology der Universität Bielefeld (CeBiTec) und nach seiner Emeritierung wechselte er als Senior Research Professor an das CeBiTec. Weiter ist er Koordinator des deutschen Netzwerk für Bioinformatik-Infrastruktur - de.NBI, welches den deutschen Knotenpunkt im europaweiten Bioinformatik-Netzwerk ELIXIR darstellt.

## Forschung
Alfred Pühler gehört zu den Pionieren der modernen Gentechnik, Biotechnologie und Genomforschung bei biotechnologisch relevanten Mikroorganismen, unter anderen den symbiontisch Stickstoff-fixierenden Rhizobien, Xanthan-bildenden Xanthomonaden und Aminosäure-produzierenden Corynebakterien. Er war an der Entschlüsselung des Genoms verschiedener Bakterien beteiligt, darunter Sinorhizobium meliloti, Corynebacterium glutamicum und Xanthomonas campestris

## Auszeichnungen
Seit 1993 ist Pühler Mitglied der Nordrhein-Westfälischen Akademie der Wissenschaften und der Künste, seit 1999 der Deutschen Akademie der Naturforscher Leopoldina, und seit 2004 der Deutschen Akademie der Technikwissenschaften (acatech).
- 2008 DECHEMA-Medaille
- 2009 Verdienstkreuz am Bande des Verdienstordens der Bundesrepublik Deutschland (18. Juni 2009)[10]
- 2020 Ehrensenator der Universität Bielefeld (8. Juli 2020)[11]

## Schriften
Neben einer großen Anzahl Fachpublikationen veröffentlichte Alfred Pühler auch zahlreiche Buchpublikationen als Autor, Mitautor und Herausgeber:
- Alfred Pühler (Hrsg.): Römpp kompakt Lexikon Biochemie und Molekularbiologie. Thieme Verlag, Stuttgart 2000.
- Wolfgang van den Daele, Alfred Pühler, Herbert Sukopp: Transgenic herbicide resistant crops : a participatory technology assessment ; summary report. Veröffentlichung der Abteilung Normbildung und Umwelt des Forschungsschwerpunkts Technik, Arbeit, Umwelt des Wissenschaftszentrums Berlin für Sozialforschung, 1997.
- Inge Broer, Alfred Pühler: Stabilität von HR-Genen in transgenen Pflanzen und ihr spontaner horizontaler Gentransfer auf andere Organismen. Veröffentlichung der Abteilung Normbildung und Umwelt des Forschungsschwerpunkts Technik, Arbeit, Umwelt des Wissenschaftszentrums Berlin für Sozialforschung, 1994.
- Alfred Pühler (Hrsg.): Genetic engineering of animals. Wiley-VCH, Weinheim 1993.
- Alfred Pühler (Hrsg.): Genetic engineering of microorganisms. Wiley-VCH, Weinheim 1993.
- Alfred Pühler: Bakterien-Pflanzen-Interaktion : Analyse des Signalaustausches zwischen den Symbiosepartnern bei der Ausbildung von Luzerneknöllchen. Westdeutscher Verlag, Opladen 1993
- Alfred Pühler (Hrsg.): Biotechnology. Vol. 2., Genetic fundamentals and genetic engineering. Wiley-VCH, Weinheim 1993.
- Alfred Pühler (Hrsg.): Sicherheit in der Biotechnologie / Biologische Grundlagen. BioTechForum Bd. 2: Praxis der Biotechnologie, Hüthig-Verlag, Heidelberg 1991
- Alfred Pühler, K. N. Timmis (Hrsg.): Advanced molecular genetics. Springer-Verlag, Berlin 1984.
- Alfred Pühler (Hrsg.): Molecular genetics of the bacteria plant interaction. Springer-Verlag, Berlin 1983.
- Alfred Pühler: Das Verhalten des Resistenzfaktors RP 4 aus Pseudomonas aeruginosa in dem Bodenbakterium Rhizobium lupini und in dem Enterobakterium Escherichia coli. Universität Erlangen-Nürnberg, Fachbereich Biologie u. Chemie, Habilitations-Schrift 1976.
- Alfred Pühler: Die Kompetenz von Donor und Rezipient in der Rhizobium-lupini-Konjugation. Universität Erlangen-Nürnberg, Fachbereich Biologie u. Chemie, Dissertation 1971.

Alfred Pühler war zudem Chefredakteur der Zeitschrift Journal of Biotechnology.